# Rocket (canción de Goldfrapp)
«Rocket»  es una canción realizada por el dúo británico de synth pop, Goldfrapp. Fue lanzado el 8 de marzo de 2010 como el primero sencillo de su quinto álbum de estudio Head First. Fue compuesto y producido por Alison Goldfrapp y Will Gregory, además contó con la producción adicional de Pascal Gabriel. Alcanzó la primera ubicación de la lista anual del Billboard Hot Dance Club Play en el año 2010. La canción fue nominada en los Premios Grammy de 2011, en la categoría Mejor grabación dance.

## Video musical
El video musical de la canción fue dirigido por Kim Gehrig y filmado en enero de 2010. En él muestra a Alison Goldfrapp conduciendo un camión transportando un misil de color rosa, mientras que a su lado en la cabina hay un hombre completamente enyesado, a excepción de los ojos. El video concluye con el hombre atado al misil, que es enviado al espacio.

## Lista de canciones
- Reino Unido – CD single / iTunes EP[5]

1. "Rocket" – 3:51
2. "Rocket" (Tiësto Remix) – 6:53
3. "Rocket" (Richard X One Zero Remix) – 7:00
4. "Rocket" (Penguin Prison Remix) – 6:31
5. "Rocket" (Grum Remix) – 6:38

- CD Promo (Ralphi Rosario Remixes)[6]

1. "Rocket" (Ralphi Rosario Hypersonic Radio Edit) – 4:00
2. "Rocket" (Ralphi Rosario Hypersonic Vox) – 8:17
3. "Rocket" (Ralphi Rosario Hypersonic Dub) – 7:38

## Posicionamiento en listas
| Lista (2010)                                | Mejor posición |
| ------------------------------------------- | -------------- |
| Alemania (Media Control AG)                 | 32             |
| Austria (Ö3 Austria Top 40)                 | 38             |
| Bélgica (Flandes) (Ultratip Bubbling Under) | 19             |
| Bélgica (Valonia) (Ultratip Bubbling Under) | 19             |
| Eslovaquia (Rádio Top 100 Oficiálna)        | 30             |
| Estados Unidos (Hot Dance Club Songs)       | 1              |
| European Hot 100                            | 50             |
| Hungría (Mahasz)                            | 19             |
| Irlanda (IRMA)                              | 36             |
| Japón (Japan Hot 100)                       | 74             |
| Reino Unido (The Official Charts Company)   | 47             |
| Suiza (Schweizer Hitparade)                 | 50             |

| País           | Lista (2010)         | Mejor posición | Ref.  |
| -------------- | -------------------- | -------------- | ----- |
| Estados Unidos | Hot Dance Club Songs | 1              | [ 1 ] |

#### Sucesión en listas
| Anterior: «Heartbreak on Vinyl» de Blake Lewis | Hot Dance Club Songs — Sencillo Nro 1 1 de mayo de 2010 — 8 de mayo de 2010 | Siguiente: «Video Phone» de Beyoncé con Lady Gaga |